# Tregua Fecunda
La Tregua Fecunda es un periodo histórico cubano comprendido entre 1878 y 1895, en el que se produjo la unificación de los cubanos para dar inicio a la Guerra del 95.

## Características sociales
Tras la paz del Zanjón en 1878, con la que se puso fin a la Guerra de los Diez Años, en Cuba se quedó planteado el problema de la esclavitud, porque muchos esclavos que lucharon en la contienda obtuvieron su libertad y la otra gran mayoría siguió siendo esclava, principalmente en la parte occidental del país.
Por eso, para evitar una nueva revuelta independentista, se decide abolir la esclavitud por cuartos, terminando apresuradamente en el año 1886. Con esto se iniciaría una etapa de discriminación racial total para con los esclavos liberados.

## Características económicas
Como resultado de diez años de guerra todo el oriente cubano estaba desolado y no había trabajo para ofrecer a todos los habitantes, por lo que se aprecia una emigración hacia el occidente de la mano de obra que existía en la región. En este periodo comienzan a aumentar las inversiones norteamericanas en la isla, principalmente en la zona oriental, y como consecuencia se comienza a observar que la economía de la isla comenzaba a depender de la estadounidense.
Esto, unido a la política de recio control por parte de España, hizo que no se lograra restablecer completamente el país. El sector de la economía que más avanzó fue el de la producción azucarera, caracterizándose por el paso de los ingenios a centrales y una centralización de la producción, principalmente en el occidente y centro del país.

## Características políticas
Durante esta etapa gracias a las libertades concedidas por el Pacto del Zanjón se formaron en la Isla partidos como Partido Liberal, el Partido Unión Constitucional con carácter únicamente reformista. Producto de esto dentro de la isla no se toma una única postura para la consecución de los objetivos más importantes y se aumenta la lucha interna de partidos.
Por otra parte la comunidad cubana residente en el exterior comenzó a organizarse y unirse gracias a la labor del Partido Revolucionario Cubano, fundado por José Martí y Carlos Baliño, preparándose para una nueva lucha por la independencia.

## Sucesos militares
Dentro de esta etapa destaca el desarrollo de la Guerra Chiquita (1879-1880), dirigida por la comunidad cubana en el exterior, teniendo como principales figuras a Calixto García y Antonio Maceo, que aunque fracasó por su falta de preparación, demostró que todavía quedaban cubanos dispuestos a luchar por la independencia de Cuba.
Después de esta acción se sucedieron una serie de intentos aislados y planes, entre ellos el de Gómez y Maceo, para traer la guerra de nuevo a Cuba. Sin embargo, el que más cerca estuvo de funcionar fue el de La Fernandina, dirigido por José Martí, pero sus barcos fueron confiscados por las autoridades norteamericanas.

## Significación histórica
Fue de gran importancia histórica puesto que permitió lograr el punto muerto necesario para unir todas las fuerzas posibles para comenzar una vez más la guerra por la independencia, logrando la unidad entre las diferentes generaciones de cubanos en ese momento y no volver a cometer los mismos errores de las contiendas pasadas.
- Datos: Q6152068